# Willa Reinholda Richtera
Willa Reinholda Richtera – willa znajdująca się przy ulicy I. Skorupki 6/8 w Łodzi, w parku im. ks. bp. Michała Klepacza, obecnie siedziba rektoratu Politechniki Łódzkiej.

## Historia
Willa zbudowana została według projektu architekta Ignacego Stebelskiego w latach 1903–1904 przy ówczesnej ulicy Placowej. Budynek zaprojektowano na niemieckich i angielskich wzorcach „architektury nieregularnej” dla Reinholda Richtera. W sąsiedztwie znajdowała się wzniesiona kilka lat wcześniej willa jego brata Józefa Richtera, z którą połączona została parkiem.
Po śmierci Reinholda Richtera w 1930 roku willa stała się współwłasnością jego żony Matyldy oraz ich pięciorga dzieci. Po śmierci Matyldy nastąpił dalszy podział własności. Ostatnią mieszkanką była do II wojny światowej Jadwiga Scheiblerowa z domu Richter. Po wojnie willa została przejęta przez Towarzystwo Uniwersytetów Robotniczych. W latach 1951–1956 mieściło się tu Studium Przygotowawcze do Wyższych Uczelni. 23 listopada 1954 powstał dokument o przekazaniu budynku Politechnice Łódzkiej, co nastąpiło dopiero w pierwszej połowie 1956 roku, kiedy to został siedzibą nowo powstałego Wydziału Budownictwa Lądowego. W latach 1969–1976 mieścił się tu Dział Wydawnictw PŁ. W roku 1977 postanowiono, że budynek zostanie przeznaczony na siedzibę rektoratu. Rok później rozpoczęto prace remontowe i konserwatorskie, które prowadzono z kilkuletnią przerwą do kwietnia 1985 roku. Oficjalne przekazanie budynku rektorowi nastąpiło w 40. rocznicę powstania Politechniki Łódzkiej, 24 maja 1985 roku.
W 2014 roku przeprowadzono renowację południowej ściany budynku, w 2016 zaś rozpoczęto remont dachu i drewnianych balkonów, który został przerwany 8 lipca 2016 roku pożarem. Spaleniu uległa znaczna część oryginalnej więźby dachowej budynku.
Budynek posłużył jako redakcja fikcyjnego czasopisma Pasikonik w filmie Kingsajz oraz jako pałac w Schwarzer Forst w odc. 10 serialu Czterej Pancerni i Pies.